# Ian Browne
Ian Sterry „Joey“ Browne OAM (* 22. Juni 1931 in Melbourne; † 24. Juni 2023 ebenda) war ein australischer Bahnradsportler und Olympiasieger.
1956 startete Ian Browne als Lokalmatador bei den Olympischen Sommerspielen in Melbourne und errang gemeinsam mit Tony Marchant die Goldmedaille im Tandemrennen. Vier Jahre später, bei den Spielen in Rom belegte er im Tandemrennen mit Geoff Smith Platz neun. Im Sprint blieb er unplatziert. Bei seinem dritten olympischen Start, 1964 in Tokio, blieb er in derselben Disziplin unplatziert. Auch bei Commonwealth Games war Browne erfolgreich: 1958 in Cardiff gewann er das Rennen über zehn Meilen und 1962 wurde er in Perth Dritter im Sprint. Zudem gewann er mehrere australische Titel in verschiedenen Bahndisziplinen.
In Anerkennung der Verdienste um den Radsport wurde er 1994 mit der Medaille des Order of Australia ausgezeichnet. 2010 erhielt Ian Browne gemeinsam mit Tony Marchant den Team Sport Australia Award der Sport Australia Hall of Fame.
Ian Browne starb im Juni 2023 im Alter von 92 Jahren.